# Океански риболов – Бургас
„Океански риболов – Бургас“ е компания в Бургас, основана през 1964 г.
Нейните океански траулери и хладилни кораби извършват риболовни рейсове в Атлантическия, Индийския и Тихия океан. Рибата е продавана в чуждестранни риболовни пристанища или доставяна в Бургас и преработвана в рибоконсервния комбинат на Славянка АД.
В частност, корабите на компанията ловят риба във водите на Южна Джорджия, Кергелен, Южните Оркнейски острови, Южните Шетландски острови и Антарктическия полуостров от 1970 г. до началото на 90-те години. Българските риболовци, наред с тези на Съветския съюз, Полша и Източна Германия са пионерите на съвременната антарктическа риболовна индустрия. Няколко десетки географски обекти в Антарктика са наименувани във връзка с компанията.